# X.Org
X.Org je v informatice název open source implementace X Window System, která umožňuje vytvořit v operačním systému pro uživatele snadno použitelné grafické uživatelské rozhraní (GUI). X.Org používá většina volně šiřitelných distribucí unixových systémů, například distribuce Linuxu nebo varianty BSD. Dříve bylo používáno XFree86. X.Org je součástí projektu freedesktop.org.

## Historie
Nadace X.Org byla založena v roce 2004. Jejím cílem bylo vytvoření open source implementace X Window System.
První práce byly zahájeny na zdrojových kódech XFree86 4.4 RC2. Vznikl tak fork (odštěpení) vývoje z projektu XFree86, jehož hlavním důvodem byl nesouhlas s novou licencí pro XFree86 4.4. Odštěpení bylo též způsobeno déletrvajícími neshodami mezi vývojáři, takže do X.Org přešlo mnoho vývojářů pracujících původně na XFree86.
První vydání X11R6.9.0 přineslo zejména modularitu založenou ještě na zastaralém imake systému, kdežto verze 7.0.0 již používala GNU build system (známé také jako Autotools). Došlo také k přemístění souborů z jejich původně privátního adresáře /usr/X11R6 do globálního adresáře /usr používaného v POSIXových systémech.

## Nasazení
X.Org Server je mezi UN*Xovými distribucemi čím dál populárnější. Používá ho většina distribucí Linuxu a variant BSD (kromě NetBSD, i když X.Org je dostupný i v něm pomocí pkgsrc). Používá ho i firma Sun Microsystems na operačním systému Solaris pro platformu x86. Pro implementaci X serveru na platformě Microsoft Windows je použit v projektech Cygwin a Xming. X.Org je používán též v macOS od verze 10.5 "Leopard".